# Vibrationssonde
Eine Vibrationssonde (auch Vibrations-Füllstandsschalter) ist ein Füllstandgrenzschalter für Flüssigkeiten und Schüttgüter. Grundlage ist die Beobachtung, dass die Bewegung einer schwingenden Stimmgabel bei Berührung durch Festkörper oder Flüssigkeit stärker gedämpft wird als durch Luft. Außerdem ändert sich die Frequenz.

## Physikalisches Prinzip

Funktionsprinzip: oben geraderer Schwinger, unten die in der Anwendung übliche Bauform

Viele unterschiedliche physikalische Verfahren sind geeignet, den Füllstand eines Behälters zu überwachen. Dabei muss die tatsächliche Höhe selten fortlaufend gemessen werden, oft genügt es, das Erreichen eines Grenzstandes zuverlässig zu erfassen und zu signalisieren.
Schwingt eine Stimmgabel frei in der Luft, wird sie allmählich leiser, die Amplitudenabnahme kann gemessen werden. Schwingt sie aber unter Wasser, wird die Amplitude wegen der höheren Dämpfung durch das Wasser schneller abnehmen. Außerdem ist die Frequenz der Schwingung im Wasser niedriger als in Luft. Beide physikalischen Effekte – Amplitudendämpfung und Frequenzänderung – werten Vibrationssonden aus.

Oben das Piezoprinzip, unten Sensor mit Piezo- und Keramikscheibe verklebt, sowie der Schwinggabel

Zwei Metallstäbe, die symmetrisch auf einer 1 mm starken Metallmembran sitzen, werden piezoelektrisch auf ihrer Resonanzfrequenz in Schwingung versetzt. Anschließend liefert die Keramikscheibe – ähnlich wie ein Piezomikrofon – Information, wie lange diese Schwingung andauert.

## Alarmfunktion durch Frequenzauswertung
Der symmetrische Aufbau der Vibrationssonden sichert eine hohe Unempfindlichkeit der Sonde gegenüber Verschmutzung (Ansatzbildung) und Vibration von außen. Die Resonanzfrequenz der Schwinggabel (ca. 1.050 Hz) wird durch Eintauchen in Flüssigkeit um ca. 15 % reduziert. Das löst einen Schaltvorgang aus, durch den beispielsweise Pumpen gestoppt werden. Erhöht sich die Resonanzfrequenz fa um +6,5 %, beispielsweise infolge einer Gabelkorrosion, wird eine Störmeldung erzeugt.
Die Vibrationssonden sind universell einsetzbar bei viskosen Medien, Ansatzbildung, Turbulenzen, Fremdvibrationen sowie Luftblasen, Gasbildung und Schaum. Sie sind ideal für den Einsatz in der pharmazeutischen Industrie, in hygienischen Bereichen wie Lebensmittel sowie in der Chemie- und Petrochemie-Branche.

## Mechanischer Aufbau einer Vibrationssonde für Flüssigkeiten
Die Schwingstäbe der symmetrischen Gabel werden aus rostfreiem Stahl oder einem höherwertigen Werkstoff gefertigt. Für aggressive Substanzen, in denen Edelstahl nicht beständig ist, stehen beschichtete Varianten zur Verfügung.
Auf dem nebenstehenden Bild erkennt man eindeutig ein paddelförmiges Ende der Stäbe. An diesem paddelförmig verbreiterten Enden markiert eine Kerbe den Schaltpunkt in Wasser bei senkrechtem Einbau von oben.
Der Sensor der Vibrationssonde kann über ein Verlängerungsrohr an die gewünschte Ansprechhöhe, den Schaltpunkt, im Behälter angepasst werden. Für Fälle, in denen die Ansprechhöhe vorab nicht bekannt sein sollte, kann die Inbetriebnahme durch Verwendung einer so genannten Schiebemuffe erleichtert werden.

## Typische Anwendungen
Die Einbaulage ist bei Vibrationssonden für Flüssigkeiten grundsätzlich beliebig, gängig ist der Einbau von oben (Max-Melder/ Überfüllsicherung) oder von der Seite (Min-Melder). Bei hochviskosen Produkten steht die Gabel meist so, dass das Produkt abtropfen kann. Bei einem seitlichen Einbau sollte die Stimmgabel ca. 20 Grad bei senkrecht stehenden Paddeln geneigt werden. Übereinander liegende Paddel sowie der Einbau von unten sind besonders bei auskristallisierenden Produkten nicht ratsam, da dann eine Ansatzbildung geradezu provoziert wird.
Die Liste der zu messenden Medien reicht von Altöl über Lebensmittel z. B. Milch, Mineralwasser, Bier und Fruchtsaft bis hin zu Farben, Lacken, Lösungsmitteln und aggressiven Laugen oder Säuren, wie sie in der Chemie vorkommen.